# Jacques Genest (homme politique)
Pour les articles homonymes, voir Jacques Genest.
Jacques Genest, né le 6 août 1950 à Tain-l'Hermitage, est un homme politique français. Membre du parti Les Républicains, il est maire de Coucouron et ancien sénateur de l'Ardèche.

## Biographie
Lors des élections sénatoriales du 28 septembre 2014, il est élu sénateur de l'Ardèche dès le premier tour en obtenant 50,25% des voix. Il représente ainsi l'Ardèche au Sénat depuis le 1er octobre 2014, avec Mathieu Darnaud (maire de Guilherand-Granges).
Il parraine Laurent Wauquiez pour le congrès des Républicains de 2017, scrutin lors duquel est élu le président du parti.
Lors des élections municipales de 2020 dans l'Ardèche, il est élu maire de Coucouron. Il démissionne de son mandat de sénateur de l'Ardèche le 27 juin 2020.

## Synthèse des mandats
- Depuis 2008 : Président du Syndicat d'Énergies de l'Ardèche
- Depuis 1996 :  Président de l'Association des Maires Ruraux de l'Ardèche
- 1995 - 2017 et depuis 2020 : Maire de Coucouron
- 2014 - 2020 : Sénateur de l'Ardèche
- 1988 - 2004 et 2008 - 2015 : Conseiller général de l'Ardèche, élu dans le canton de Coucouron
- 1989 - 1995 : Adjoint au maire de Coucouron
- 2004 - 2008 : Conseiller régional de Rhône-Alpes